# Флаг Житомирской области
Флаг Жито́мирской области (укр. Прапор Житомирської області) является символом, который отображает историю и традиции области. Совместно с гербом составляет официальную символику органов городского самоуправления и исполнительной власти Житомирской области. Утверждён 18 июля 2003 года решением восьмой сессии Житомирского областного совета XXIV созыва.

## Описание флага
Представляет собой прямоугольное полотнище красного цвета с соотношением сторон 2:3, в центре которого размещён герб Житомира, наложенный на прямой крест жёлтого цвета. Высота герба составляет 0,4 высоты полотнища, ширина герба — 2/9 ширины полотнища. Ширина стороны креста составляет 1/18 ширины полотнища.